# Amt Döbern-Land
Urząd Döbern-Land (niem. Amt Döbern-Land, dolnołuż. Amt Derbno-Kraj) - urząd w Niemczech, leżący w kraju związkowym Brandenburgia, w powiecie Spree-Neiße. Siedziba urzędu znajduje się w mieście Döbern. Najbardziej na wschód położony urząd kraju związkowego.
W skład urzędu wchodzi siedem gmin:
1. Döbern
2. Felixsee (dolnołuż. Feliksowy Jazor)
3. Groß Schacksdorf-Simmersdorf
4. Jämlitz-Klein Düben
5. Neiße-Malxetal
6. Tschernitz (dolnołuż. Cersk)
7. Wiesengrund (dolnołuż. Łukojce)

Dnia 1 stycznia 2016 gmina Hornow-Wadelsdorf (dolnołuż. Lěšće-Zakrjejc) została zlikwidowana, a jej tereny włączono do miasta Spremberg.